# こたつやみかん
『こたつやみかん』は、秋山はるによる漫画。高校生による落語を題材としている。2012年に『月刊アフタヌーン』（講談社）で読みきりとして前後編が掲載された後、2013年2月号から2014年6月号まで連載。

## 登場人物
登場人物名の後ろに、それぞれの高座名を表す。
坂井日菜子 / 炬燵家みかん
有川真帆 / 牡丹楼まほ吉
梶浦悠太 / 風来亭蔵之進
矢来梢 / おぱん亭コットン

## 書誌情報
- 秋山はる『こたつやみかん』 講談社〈アフタヌーンKC〉、全4巻
  1. 2013年3月22日発売、ISBN 978-4-06-387877-6
  2. 2013年8月23日発売、ISBN 978-4-06-387914-8
  3. 2014年1月23日発売、ISBN 978-4-06-387949-0
  4. 2014年6月23日発売、ISBN 978-4-06-387980-3